# Richard Hladký
Richard Hladký (* 23. Juni 1977 in Karviná) ist ein ehemaliger tschechischer Handballspieler.
Der 1,92 Meter große Rückraumspieler spielte zunächst bei HC Baník Karviná, Lokomotiva Vršovice und dann bei CS Cabot Zubří, anschließend bei Allrisk CAC Prag, von Januar 2004 bis Mai 2004 beim Stralsunder HV, 2004 bei O.A.R. Ciudad La Coruña, von Januar 2005 bis Juni 2005 beim LTV Wuppertal, 2005/2006 bei der SG Solingen, 2006/07 bei SD Octavio Pilotes Posada, 2007/08 bei Puerto Sagunta und 2008/09 bei KH Kopřivnice. Später lief er noch für Frýdek-Místek und ab 2014 für Trnávka auf.
Hladký spielte mit dem Stralsunder HV in der 1. Handball-Bundesliga. Mit CS Cabot Zubří spielte er im EHF-Pokal.
Er stand 47 Mal im Aufgebot der tschechischen Männer-Handballnationalmannschaft und nahm an der Weltmeisterschaft 2001 teil.